# Telluria mixta
Telluria mixta es una bacteria gramnegativa del género Telluria. Fue descrita en el año 1993, es la especie tipo. Su etimología hace referencia a mixta, por flagelación mixta. Anteriormente se describió como Pseudomonas mixta en 1989. Es aerobia y móvil por flagelo polar. Catalasa y oxidasa positivas. Tiene un tamaño de 0,5-1 μm de ancho por 2-3 μm de largo. En ocasiones puede formar células filamentosas de 30 μm de longitud. Crece de forma individual, en parejas o en cadenas cortas. Forma colonias amarillas. En medio sólido muestra también flagelos laterales. Temperatura óptima de crecimiento de 30-35 °C. Tiene un contenido de G+C de 69%. Se ha aislado del suelo en Australia. 